# Stazione di Tours
La stazione di Tours  è la principale stazione ferroviaria a servizio di Tours e della sua agglomerazione, situata nel dipartimento dell'Indre-et-Loire, regione Centro-Valle della Loira.
È servita da TGV e dal TER.
La sua apertura all'esercizio avvenne nel 1846.